# Alfred William Hunt
Alfred William Hunt, född den 15 november 1830 i Liverpool, död den 3 maj 1896 i Kensington, var en engelsk målare, son till Andrew Hunt.
Hunt, som i sin konståskådning var påverkad av Ruskin, målade Londons omgivningar, Wales, Skottland och Niagarafallen.